# Aeroportul Internațional Comandante Armando Tola
Aeroportul Internațional Comandante Armando Tola (IATA: FTE, ICAO: SAWC) este un aeroport din Provincia Santa Cruz, Argentina ce deservește zona El Calafate⁠(d). Aeroportul a fost tranzitat în decembrie 2022 de 82.250 de pasageri. A fost deschis în 2000.
Situat la o altitudine de 197 m, aeroportul dispune de o singură pistă.